# Намазга-Тепе
Намазга́-Тепе́ или Намазга-Депе (туркм. Namazga depe) — остатки крупного энеолитического поселения на территории Туркменистана V—II тысячелетий до н. э. Расположены в 80 км от Ашхабада, рядом с Иранской границей. Один из старейших в Центральной Азии объектов, свидетельствующий о раннем сельском хозяйстве, существовавшем в регионе.
В III тысячелетии до н. э. в двух центрах раннегородской цивилизации на юге Средней Азии — Алтын-Депе и Намазга-Депе — проживало от 5000 до 10000 человек. Площадь холма — 70 гектаров.

## Описание

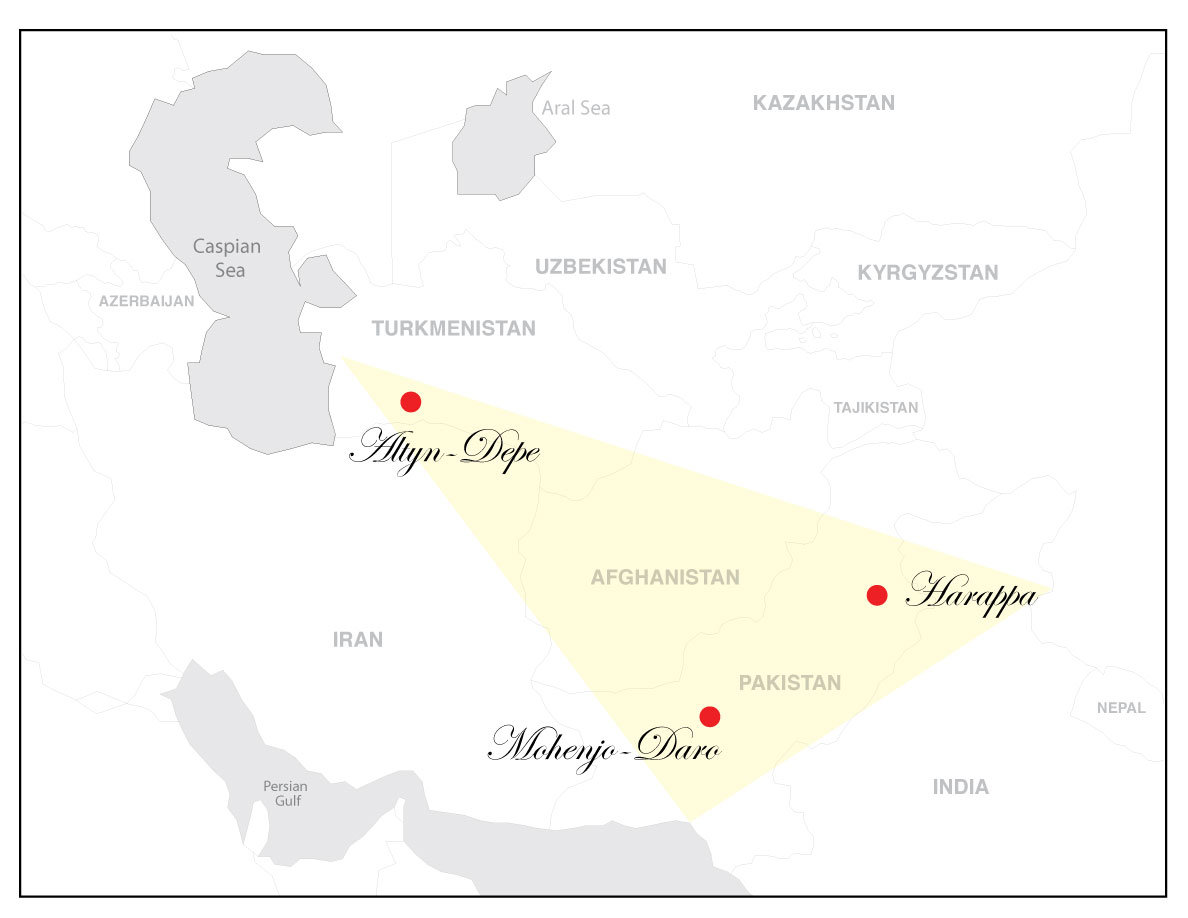
Расположение Алтын Депе на современной карте, с указанием Хараппы и Мохенджо Даро, Индская культура.

Селение располагалось в устье реки. Для увлажнения почвы люди использовали лиманное орошение — раз в год, весной, нужные для растениеводства участки затапливались талыми водами. Выращивались зерновые культуры, именно для них наиболее благоприятно лиманное орошение. В селении люди освоили ряд новшеств своего времени. Началось использование небольших тележек и крупных телег с бортами, с впряжённым крупным рогатым скотом. Был освоен гончарный круг, налажены культурные и торговые связи с Саразмом в Таджикистане, Иране и Афганистане и с индской цивилизацией.
Самые ранние строения и следы деятельности относятся к халколиту. Намазга имела контакты с Сиалком — это археологическая культура, располагавшаяся недалеко от современного города Кашан (Иран). Также были налажены контакты с другими культурами региона. Второй период между 5300—4300 гг. до нашей эры. В Третьем периоде произошли изменения в погребальных ритуалах, в дизайне керамики, а также изменился состав населения, что установлено по форме черепов в захоронениях. Это говорит о начале миграции людей. В слоях бронзового века в четвёртом и пятом периоде культуры Намазга, между 2400—1700 гг. до нашей эры, имеются признаки использования металлов.
Были найдены специфические, большие печи для обжига керамики. Они были двухэтажными, сделанными по принципу сухой кладки. Камни, из которых строили печи, не скреплялись раствором, а подгонялись вручную так, чтобы сооружение не разваливалось в течение долгого времени. Печи имели круглую форму, диаметром от 1 до 1,25 метра, толщина стен от 0,3 до 0,45 метра.
Иногда очень сложные печи имели сухую кладку. Сохранились только нижние боксы горшечных печей, которые также содержали центральные столбы или разделительные стены. Внутренний диаметр круглых печей составляет от 1 до 2,25 метра. Размеры стен составляют от 0,3 до 0,45 м.
Некоторые фигуры, найденные в Карадепе, относимые к культуре Намазга, подобны фигурам периода Убейдский период — Месопотамия, между VI — началом IV тысячелетия до н. э. В конкретных регионах длительность могла быть различной.

## Периодизация

### Намазга-Тепе I (около 4800—4000 лет до н. э.)
Характерны дома из сырцового кирпича, двухкомнатные, конструкция дома включал в себя опорные деревянные столбы. Имелись настенные росписи. Одиночные скорченные погребения, лепная расписная посуда, медные изделия, глиняные женские статуэтки. Жизнь была сосредоточена в северной части поселения. Большая часть еды была получаема из одомашненных животных и культивируемых растений, однако имела значение и охота.

### Намазга-Тепе II и III. Между 4000—3500 лет до нашей эры.
Появляется посуда сначала с двухцветной росписью, в третьем периоде с изображениями животных, имеющими аналоги в Иране — Сиалк, Гиссар. Найдена серая керамика, указывающая на связь с плато, где расположен город Горган, Иран. Стены вокруг поселения были фрагментарные, не по всему периметру поселения. Изготавливались статуэтки богини-матери из перламутра, хорошего качества. В храмах появляются жертвенники с огнём. Происходит разделение специальностей, выделяются кожевенники, фермеры и занимающиеся ирригацией. Активно велась торговля за пределами поселений.
В третьем периоде сильное влияние стала оказывать Месопотамия. Часть деревень была заброшена и люди сконцентрировались в Восточной и Южной Туркмении. Появилось плетение тканей. Намазга-Депе и Алтын-Депе стали ещё крупнее, в них происходил приток населения. В Кара-Депе проживало от 100 до 1600 человек.

### Намазга-Тепе IV. Между 3500—2500 лет до нашей эры.
Площадь поселения увеличивается, занимая всю найденную территорию в 70 гектаров. Входит в употребление гончарный круг. Появилась эффективная двухкамерная печь, для обжига керамики. Распространяются плоские фигурки женщин из терракота. Поселения приобретают черты ранних городов, но ещё не являются полноценными городами. Ядро поселений было окружено небольшими деревнями. Совершенствовалось ирригационное земледелие, культивирование растений, животноводство. Алтын Депе был хорошо укреплён. Использовались колёсные транспортные средства.

### Намазга-Депе V. Между 2500—2000 лет до нашей эры.
Расцвет культуры. Сформировалась Маргианская цивилизация. Население имело разделение труда, высшие классы, ремесленников. Изготавливались ножи, кинжалы и зеркала из бронзы. Глиняные игрушки в виде повозок. найдены остатки домов с несколькими комнатами. Улицы были узкие. Намазга Депе для того времени, наряду с Мундигаком и Шахри-Сухте в Восточном Иране, являлась важным центром городской цивилизации, располагавшимися между Шумером и Индией.

### Намазга-Депе VI. Между 2000—1750 лет до нашей эры.
Наблюдается упадок культуры, связываемой уже точно с Бактрийско-Маргианским археологическим комплексом, площадь поселения сократилась. Глиняные изделия грубеют. Обнаруживаются находки керамики, которая относится возможно к представителям индоевропейских языков, таких как андроновская культура и срубная культура. У реки, рядом с посёлком Мургаб (Таджикистан), были найдены объекты, относящиеся к кочевникам индоиранцам. Намазга и Алтын постепенно пустели, люди этих поселений уходили на восток Бактрийско-Маргианского археологического комплекса, где были впоследствии основаны поселения Геллур, Гонур-Депе и Тоголок. В Гонур-Депе также найдены некоторые следы, оставленные кочевниками с севера — миниатюрные изделия из дерева и тип керамики, изготовленный вручную, в то время как местный тип керамики делался на гончарном круге.

## Палеогенетика
При исследовании 4 образцов генетического материала из Намазги-Депе, периода 3300 лет до нашей эры, выяснился ряд подробностей этнической истории этой местности. Состав генетики указал, что жители Намазги занимают промежуточное положение между кластером неолитического населения и Западного Ирана. При этом люди Намазги несут в себе больше генов от европейских жителей неолита. У двух образцов определены Y-хромосомные гаплогруппы J и J2a1, у трёх образцов определены митохондриальные гаплогруппы U2b, J1, W3a2. При этом в генах Намазги не найдено следов ямной культуры, что предполагалось ранее, в связи с теорией миграции индоевропейцев, основанной на степной и курганной гипотезах. Незначительная доля генов, связанных с жителями Северных от Намазги-Депе степей, связывается с периодом раньше медного века, а значит не связанным с миграциями индоевропейцев.
Человек из Намазги периода железного века 900—200 лет до н. э. имеет больше генов от степных жителей. Но основа его происхождения — европейские земледельцы позднего бронзового века 2300—1200 лет до н. э. Это говорит о том, что миграции из северных степей привнесли гены именно в поздний бронзовый век, а не в ранний бронзовый век между 3000—2500 лет до н. э. Таким образом было сдвинуто время прихода индоевропейских носителей в данный регион на промежуток между 2300—1200 лет до нашей эры.
Люди из культуры Намазги, включая носителей языка индоевропейской группы, могли мигрировать в Южную Азию. Таким образом жители Южной Азии получили одновременно генофонд от иранского населения периода неолита и часть европейской генетики. Миграция шла скорее всего до бронзового века и затронула в том числе население, ещё не знавшее сельского хозяйства. Затем была вторая волна в период позднего бронзового века между 2300—1200 лет до н. э. Эта миграционная волна проходила уже в связи с нарастающим культурным обменом между кочевыми культурами из степей рядом с Чёрным морем, Каспийским морем и индской цивилизацией. Произошло ускоренное распространение языков индоиранской группы, благодаря постоянным торговым контактам, начиная с 2000 лет до нашей эры. Это подтверждается общностью мифологии и письменными источниками в Западной Азии начиная с 1800 лет до нашей эры. Миграции населения через Намазгу и из Намазги оказали существенное влияние на анатолийское население, где, как известно была самая ранняя по времени ветвь индоевропейского языка, связываемая в частность с его носителями — хеттами.

## Дополнительно
Термином «депе» называют холмы, иногда огромные, состоящие из культурных напластований. Здесь некогда существовали поселения с глинобитными домами. Когда такие дома разрушались, люди не разбирали их, а выравнивали площадку и строили на ней новый дом. Поэтому уровень почвы здесь быстро повышался и образовывался холм. Депе характерны не только для Средней Азии, но и для других районов глинобитного строительства, где люди долго жили на одном месте, например для Месопотамии, Кавказа. Наслоения Намазга-Депе образовали холм высотой в 32 м. Его напластования делят на шесть слоев, нумерация которых идёт снизу вверх: внизу лежит первый слой, вверху — шестой.